# SN 2006by
SN 2006by – supernowa typu II odkryta 3 maja 2006 roku w galaktyce NGC 5149. W momencie odkrycia miała maksymalną jasność 18,20m.